# Jaskinia Żytnia
Jaskinia Żytnia – zbiorcze określenie jaskiń i schronisk w Żytniej Skale we wsi Bębło na Wyżynie Olkuskiej. W istocie jest to jedna jaskinia i 6 schronisk: 
- Jaskinia w Żytniej Skale Górna (długość 13 m),
- Schronisko Dolne w Żytniej Skale (długość 10,5 m),
- Schronisko Małe w Żytniej Skale (Jaskinia Mała) – pierwsze od zachodniej strony,
- Schronisko nad Dolnym w Żytniej Skale (długość 4,7 m),
- Schronisko Przechodnie w Żytniej Skale (Jaskinia Przechodnia). Ma długość kilkunastu metrów, wysokość pozwalającą na swobodne przejście i dwa otwory; jeden główny i drugi, boczny i mniejszy. Otwory te połączone są z sobą niskim tunelem
- Schronisko Wysokie w Żytniej Skale (Jaskinia Wysoka), z dużą komorą o wysokim sklepieniu i wielkim głazem w otworze wejściowym,
- Schronisko za Stodołą w Żytniej Skale (długość 6,50 m)[2].

Wszystkie są prawie w całości oświetlone światłem słonecznym. Nie są interesujące dla grotołazów, zainteresowały jednak archeologów. W latach 1965–1967 w namuliskach niektórych schronisk znaleźli oni szczątki plejstoceńskich zwierząt i niewielką ilość krzemiennych narzędzi z górnego paleolitu. Schroniska te były więc zamieszkiwane przez ludzi w okresie paleolitu, ale także później – znaleziono bowiem fragmenty ceramiki tzw. lendzielskiej i promienistej, pochodzące z wczesnego średniowiecza.

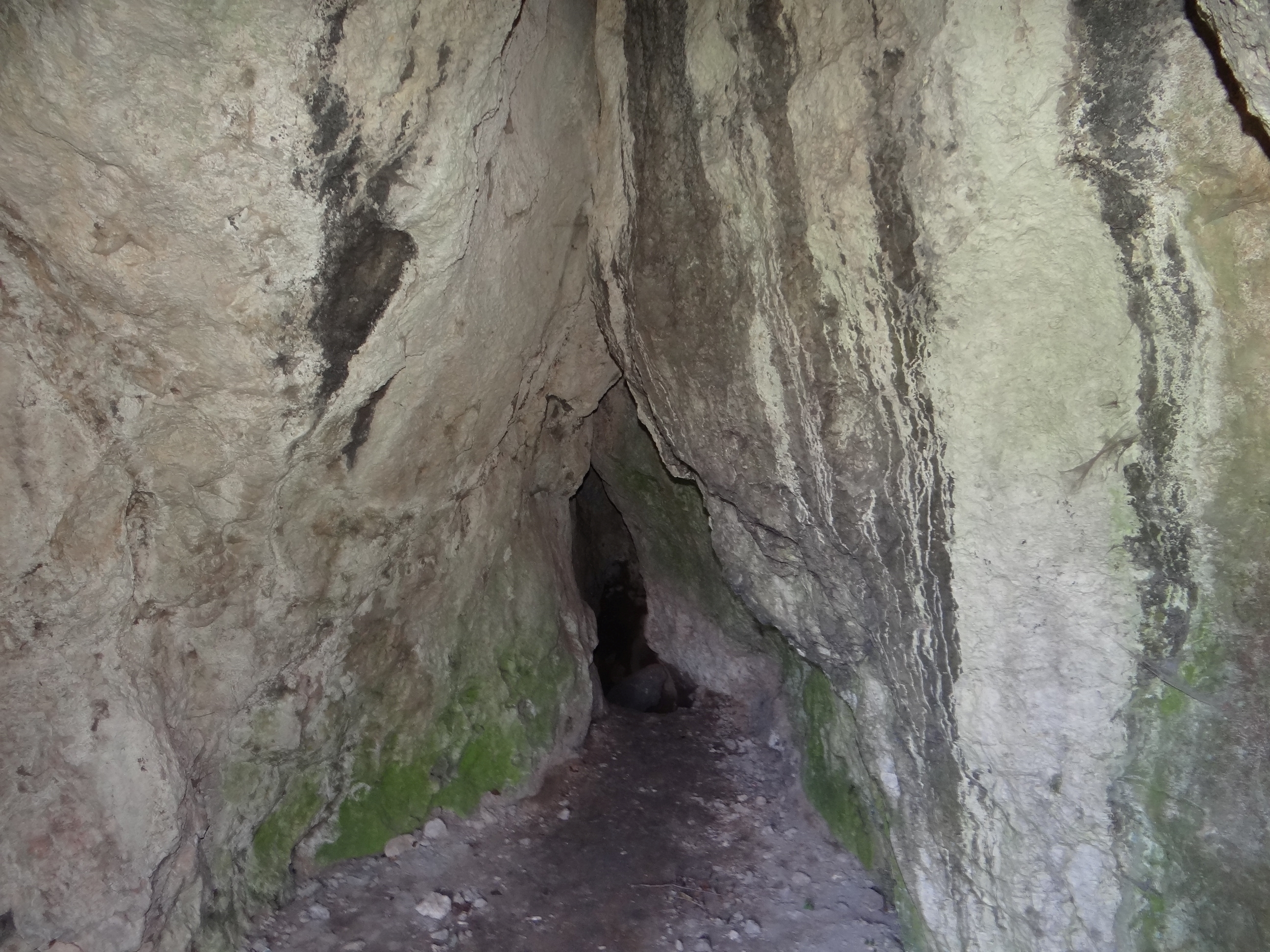
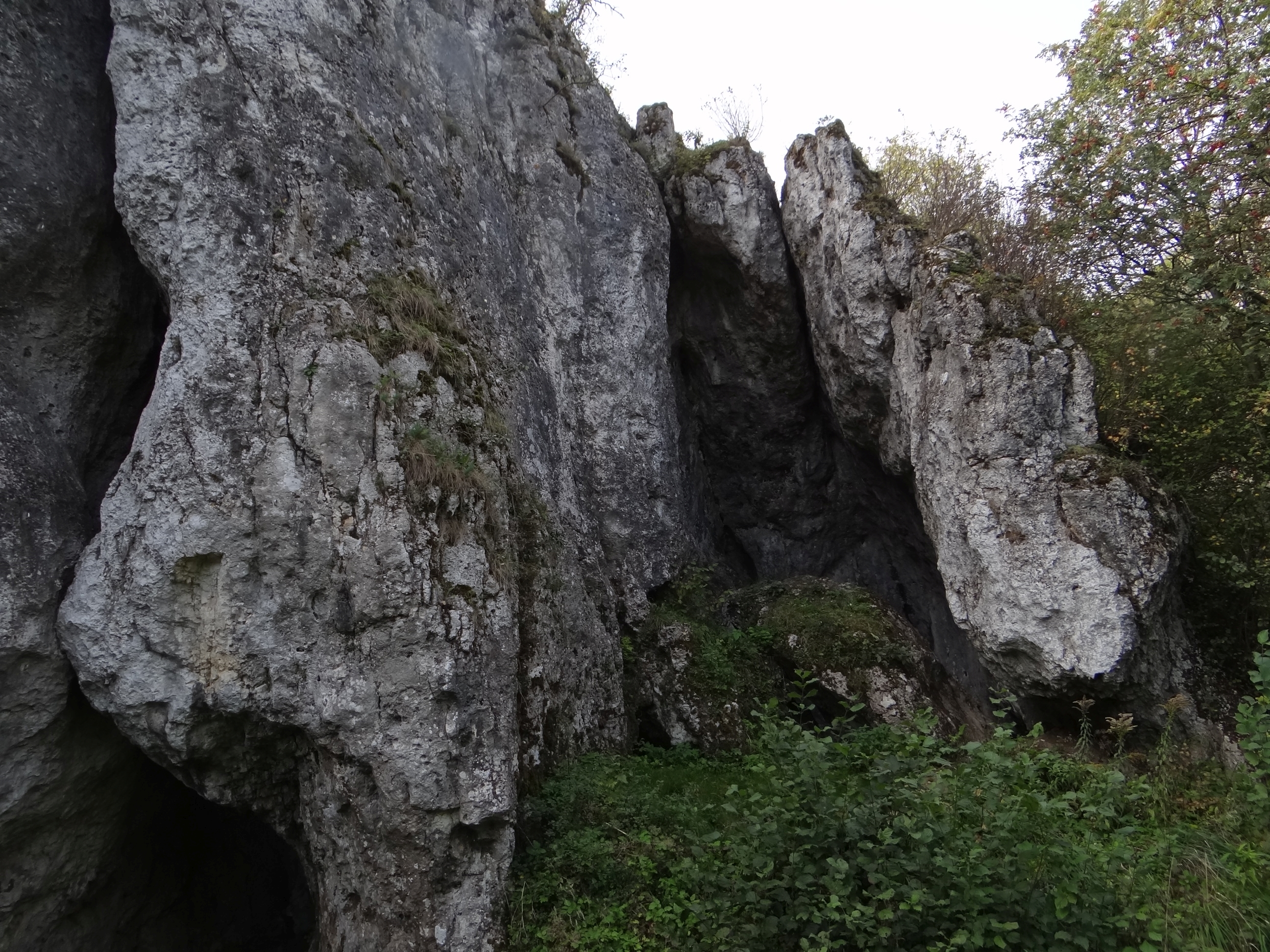
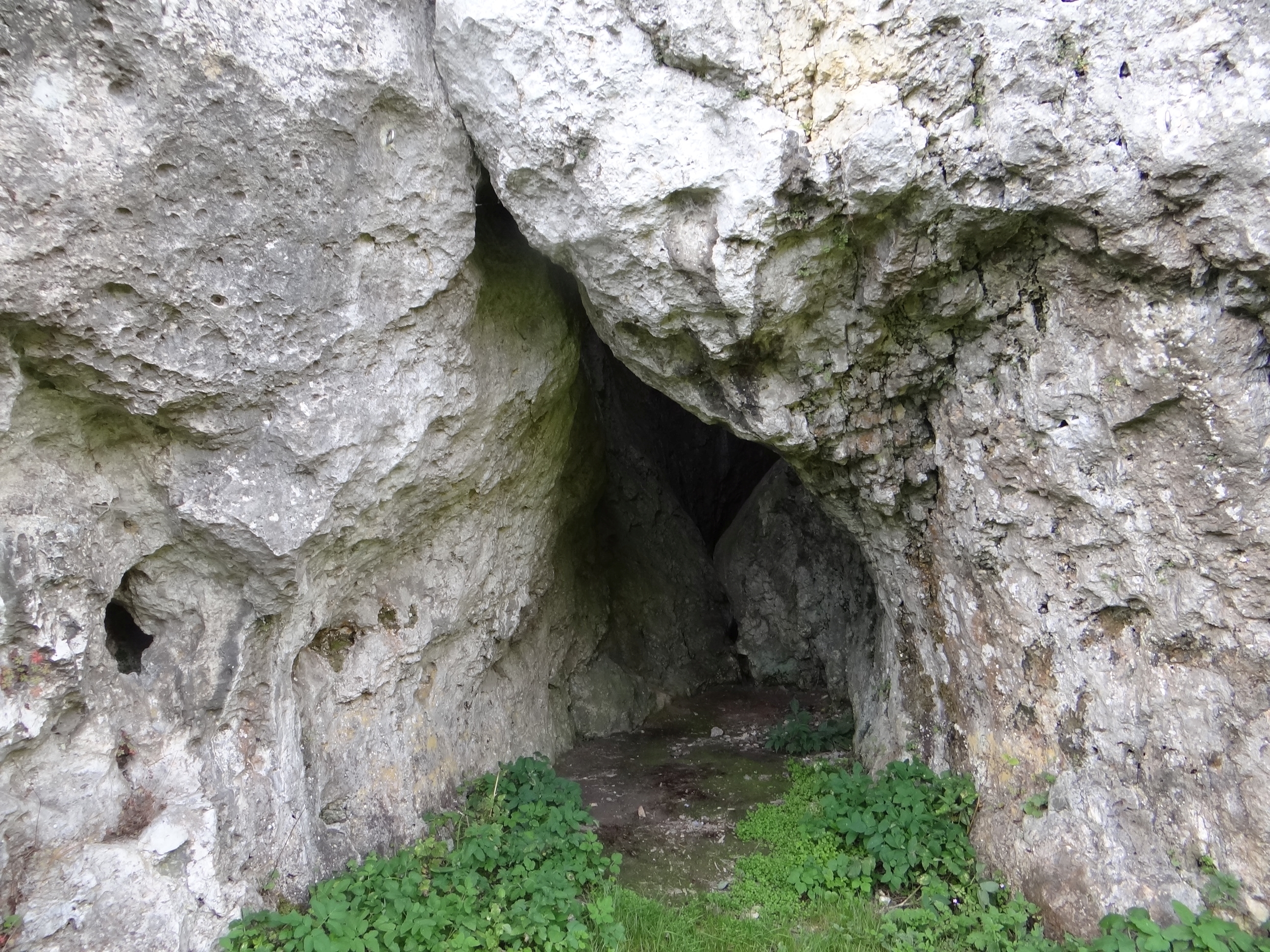
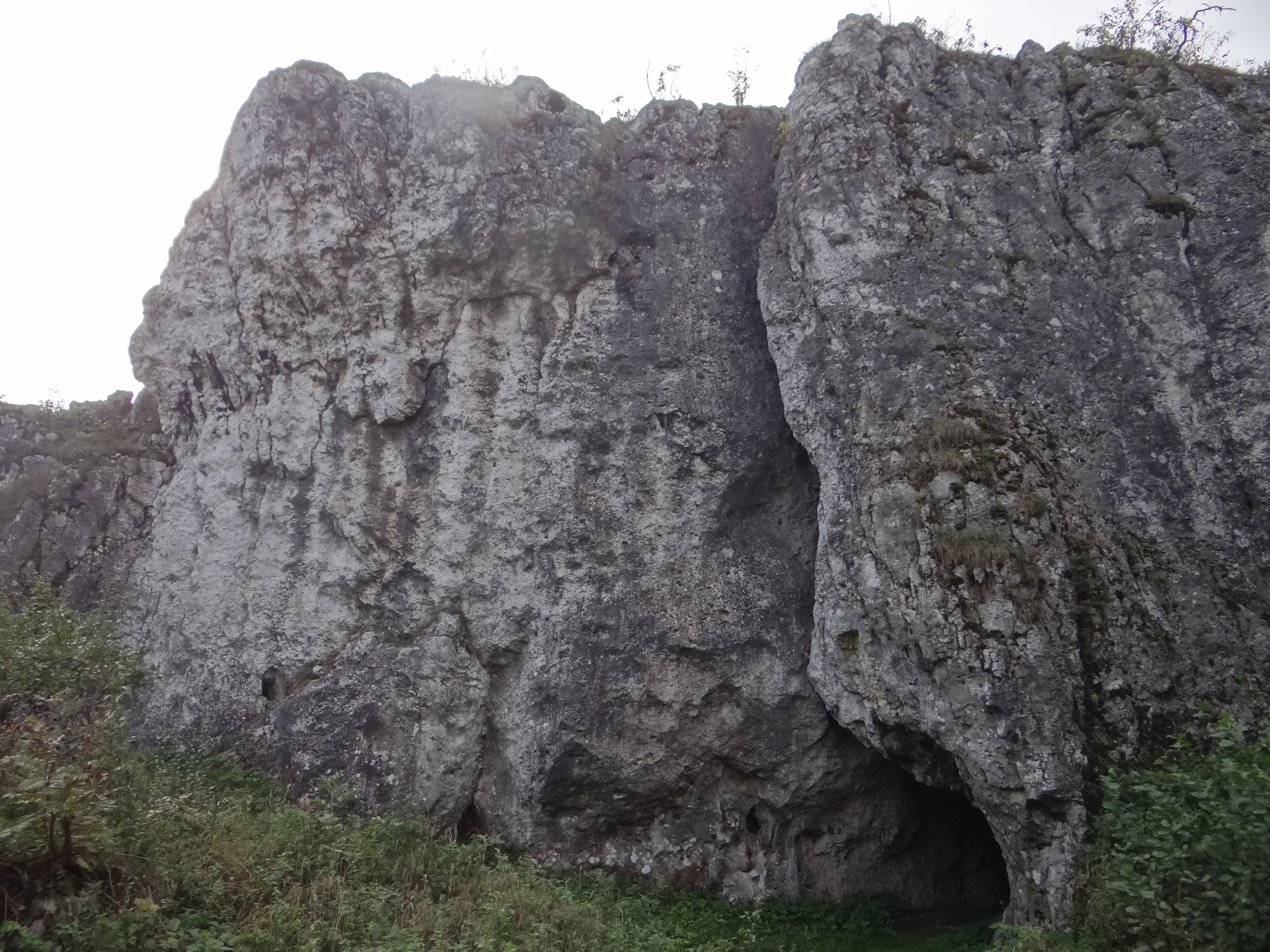

W 1970 r. Żytnia Skała (wraz ze schroniskami) została objęta ochroną w formie dwóch pomników przyrody
.